# 과결정 연립방정식
과결정 연립방정식, 또는 과결정계(Overdetermined system)란 미지수보다 많은 방정식이 있는 연립방정식으로 보통 해가 없다. 하지만 우연히 같은 점에서 만나거나 아니면 한 방정식이 다른 방정식의 선형 결합인 경우 해를 가진다.

## 같이 보기
- 과소결정 연립방정식
- 제약 조건
- 정칙화